# Hemerobius fujimotoi
Hemerobius fujimotoi är en insektsart som beskrevs av Nakahara 1960. Hemerobius fujimotoi ingår i släktet Hemerobius och familjen florsländor. Inga underarter finns listade i Catalogue of Life.